# La Guarida de los Leones
La Guarida de los Leones (en árabe: عرين الأسود‎, romanizado: ʿArīn al-ʾUsud), en ocasiones conocida como La Guarida del León, es un grupo armado palestino que opera en el área de Nablus, en Cisjordania (Palestina). El grupo surgió en agosto de 2022, un año en el que se incrementaron las incursiones israelíes en ciudades palestinas y los ataques contra civiles y soldados israelíes, y toma su apodo de Ibrahim al-Nabulsi, un destacado miliciano palestino apodado El León de Nablus, asesinado en julio de ese mismo año durante un ataque israelí. El grupo está formado principalmente por jóvenes palestinos de Nablus que no se identifican con ninguna de las tradicionales facciones palestinas y que sienten un importante descontento hacia el partido gobernante, Fatah, así como por miembros de organizaciones armadas palestinas tradicionalmente opuestas a Fatah y la Autoridad Nacional Palestina, como Hamás y la Yihad Islámica Palestina. Según diversos informes, tiene su sede en la Ciudad Vieja de Nablus, en Cisjordania (Palestina).
La organización fue fundada por un palestino de 25 años llamado Mohammed al-Azizi, más conocido como "Abu Saleh", y por su amigo Abdel Rahman Suboh, o "Abu Adam", de 28 años. Ambos murieron en combates en julio de 2022. Actualmente, se desconocen muchos aspectos respectivos a su organización o su liderazgo. El grupo ha experimentado un aumento de popularidad entre los palestinos cisjordanos, compartiendo regularmente videos de sus ataques en TikTok y Telegram. Su cuenta de TikTok fue suspendida en octubre de 2022, lo que llevó al grupo a publicar el resto de sus videos en su cuenta de Telegram, que tiene 238 000 suscriptores a fecha de 24 de febrero de 2023.

## Contexto
El año 2022 fue el más mortífero para los palestinos de Cisjordania desde 2015, y la violencia se centró sobre todo en las ciudades norteñas de Nablus y Yenín. Durante este año se ha registrado un aumento notable de la violencia por parte de los colonos judíos extremistas. Tras el asesinato de un soldado israelí el 11 de octubre de 2022, del que La Guarida de los Leones se atribuyó la responsabilidad, toda la ciudad de Nablus se ha visto sujeta a un fuerte asedio por parte del ejército israelí que los palestinos catalogan de castigo colectivo.
Según Dana al-Kurd, politóloga de la Universidad de Richmond, "el aumento de la impunidad israelí, de la represión, de la actividad en los asentamientos y el debilitamiento de la respuesta internacional y regional, además del estancamiento político en curso, han fomentado la creación de este grupo". El grupo cuenta con un amplio apoyo popular entre el pueblo palestino, y más del 70% de los participantes en una encuesta mostraron su respaldo a la aparición de grupos como La Guarida de los Leones o las Brigadas de Yenín. El grupo también es muy popular en las redes sociales, donde cuentan con más de 130.000 seguidores en Telegram y desde organizan movimientos de protesta contra la ocupación israelí.

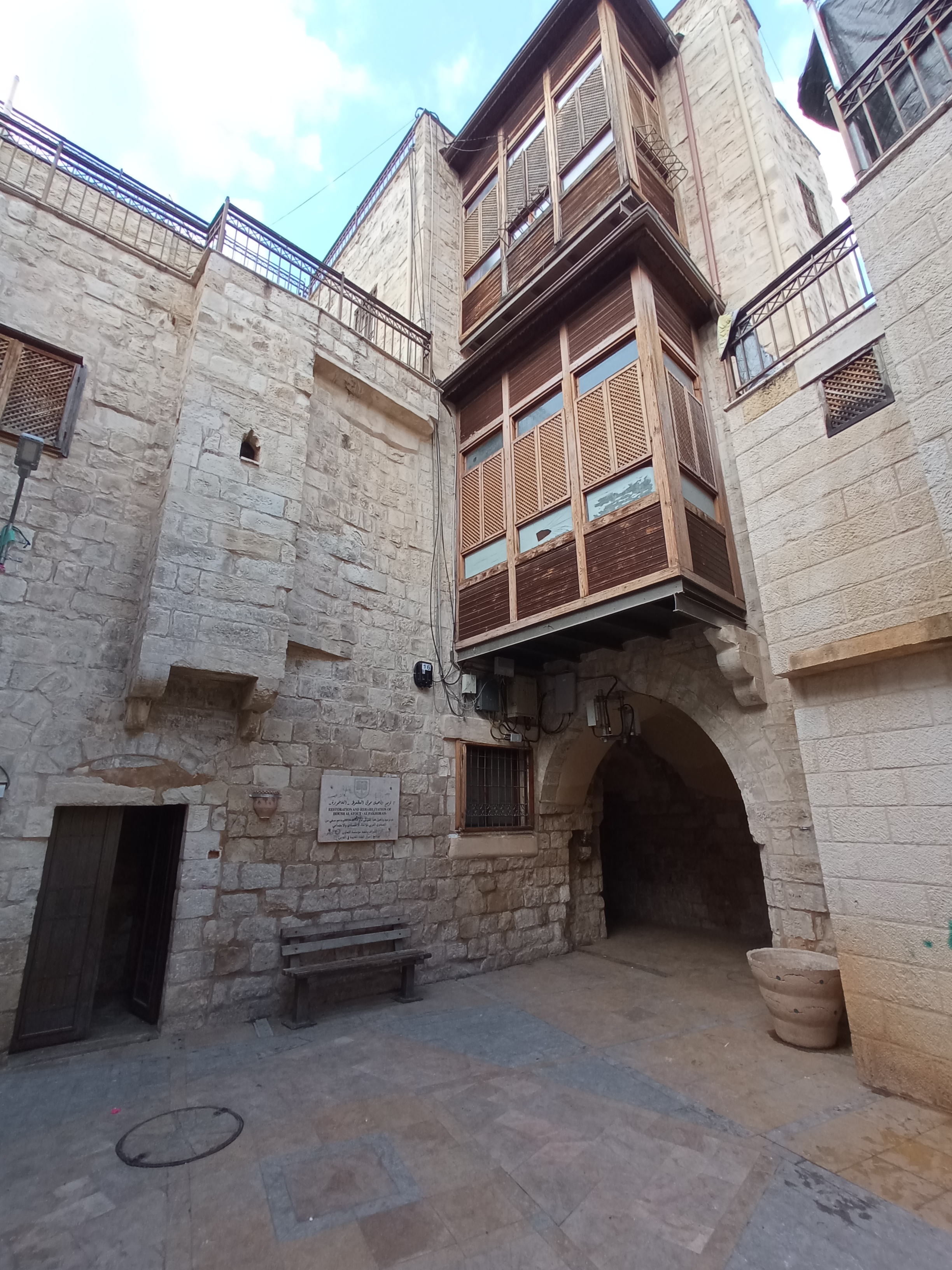
La sede de La Guarida de los Leones, en la Ciudad Vieja de Nablus.

## Cronología

### 2022
- Febrero: en sus inicios, en febrero de 2022, el grupo se llamaba Batallón de Nablus y estaba claramente influenciado por el Batallón de Yenín, otro grupo de jóvenes milicianos que se enfrentan al ejército israelí desde el campamento de refugiados de Yenín.[1]
- Agosto: el ejército israelí realizó una incursión en la ciudad de Nablus y asesinó a tres miembros de La Guarida de los Leones, entre los que se encontraba Ibrahim al Nablusi, un joven de apenas 18 años conocido en la zona como El León de Nablus.[1] A partir de este momento, el grupo se renombró como La Guarida de los Leones y los medios de comunicación palestinos comenzaron a hacer mención de ellos el 15 de agosto. El grupo se atribuyó la responsabilidad de un ataque contra soldados del ejército israelí en Rujeib, Cisjordania (Palestina).[14]
- 2 de septiembre: el grupo realiza su primera manifestación en Nablus en honor a dos miembros de la Yihad Islámica Palestina que habían sido asesinados en julio.[1][14]
- 9 de septiembre: la policía israelí afirmó haber frustrado un plan del grupo para llevar a cabo un ataque a gran escala en el sur de Tel Aviv y arrestó a un sospechoso que intentaba ingresar a la ciudad con dos bombas caseras y una metralleta.[15][14]
- 19 de septiembre: un comandante de las Brigadas de Ezzeldin al-Qassam, Musaba Shtayyeh, fue arrestado por fuerzas de seguridad de la Autoridad Nacional Palestina en Nablus, lo que desembocó en enfrentamientos entre cientos de militantes y las fuerzas de seguridad durante los cuales las fuerzas de la Autoridad Nacional Palestina mataron a tiros a un civil.[16] Poco después, la ANP anunció que había descubierto que Shtayyeh también era miembro de La Guarida de los Leones.[17]
- 22 de septiembre: se registraron disparos contra el asentamiento israelí de Har Brajá y contra un puesto militar cercano. El ejército israelí informó de que se encontraron 60 casquillos de bala en los alrededores. La Guarida de los Leones se atribuyó la responsabilidad del ataque.[18]
- 25 de septiembre: un miembro de La Guarida de los Leones murió en una emboscada del ejército israelí.[19]
- 2 de octubre: milicianos palestinos dispararon contra un taxi y un autobús cerca del asentamiento israelí de Elon Moreh, en Cisjordania (Palestina), hiriendo al taxista. Una manifestación de colonos israelíes para protestar contra el incidente fue recibida con disparos que hirieron a un soldado. La Guarida de los Leones se atribuyó la responsabilidad de los incidentes.[20][21]
- Ese mismo día, milicianos palestinos dispararon contra tropas israelíes cerca del asentamiento israelí de Itamar y del pueblo palestino de Beita, aunque nadie resultó herido.[22]
- 5 de octubre: una redada del ejército israelí para encontrar a los sospechosos de los ataques del 2 de octubre acabó con el arresto de un miembro del grupo y con la muerte de otro.[23]
- 11 de octubre: un grupo de colonos israelíes realizó una manifestación en la localidad palestina de Sebastia para protestar contra los recientes ataques. Un soldado israelí de 21 años que había sido asignado para defender al grupo fue abatido a tiros cerca del asentamiento israelí de Shavei Shomron. La Guarida de los Leones se atribuyó la responsabilidad del ataque.[12]
- 16 de octubre – Las autoridades israelíes revocaron los permisos de trabajo y entrada de 164 familiares de miembros de La Guarida de los Leones, en otro caso catalogado por los palestinos de castigo colectivo.[24]
- Según The Jerusalem Post, los medios hebreos informaron que el primer ministro Yair Lapid, el primer ministro suplente Naftali Bennett y el ministro de Defensa Benny Gantz, junto con los jefes del Mosad y el Shin Bet de Israel, se reunieron para hablar sobre el grupo y la reciente escalada de violencia en Cisjordania.[25]
- 18 de octubre: el ejército israelí acusó a Suhaib Shtayyeh, hermano menor de Musaba Shtayyeh, de ser miembro del grupo y lo arrestó poco después.[8]
- 23 de octubre: Tamer al-Kilani, miembro fundador de La Guarida de los Leones, murió a causa de una bomba colocada en una motocicleta en Nablus, en la Cisjordania ocupada.[26]
- 25 de octubre: un grupo de soldados israelíes asaltaron un apartamento en Nablus utilizado por el grupo como cuartel general. Murieron tres milicianos de La Guarida de los Leones, incluido su líder y cofundador Wadee al-Houh, así como dos civiles palestinos que se encontraban en los alrededores. Más de veinte palestinos más resultaron heridos.[2] Horas después de estas cinco muertes estallaron protestas en la ciudad de Nabi Saleh, donde soldados israelíes mataron a un manifestante palestino.[2][27]

### 2023
- 22 de febrero: el ejército israelí realiza una incursión en la ciudad palestina de Nablus.[28] El objetivo establecido por el ejército eran los miembros de La Guarida de los Leones Husam Bassam Isleem (24 años) y Muhammad Omar “Juneidi” Abu Bakr (23 años), a quienes asesinaron a tiros. Otros cinco miembros del grupo también murieron durante un tiroteo en la ciudad. Los soldados israelíes también mataron a cuatro civiles palestinos: Adnan Sabe Bara, de 72 años, Abdelhadi Abed Aziz Al-Ashqar, de 61, Anan Shawkat Annab, de 66, y Mohammad Farid Shaaban, de 16 años. Más de cien personas resultaron también heridas por el ejército israelí.[29][30]

### 2024
- 6 de junio: Estados Unidos anunció sanciones contra La Guarida de los Leones.[31]